# Miscera
Miscera é um gênero de traça pertencente à família Brachodidae.